# Postschneckenstele

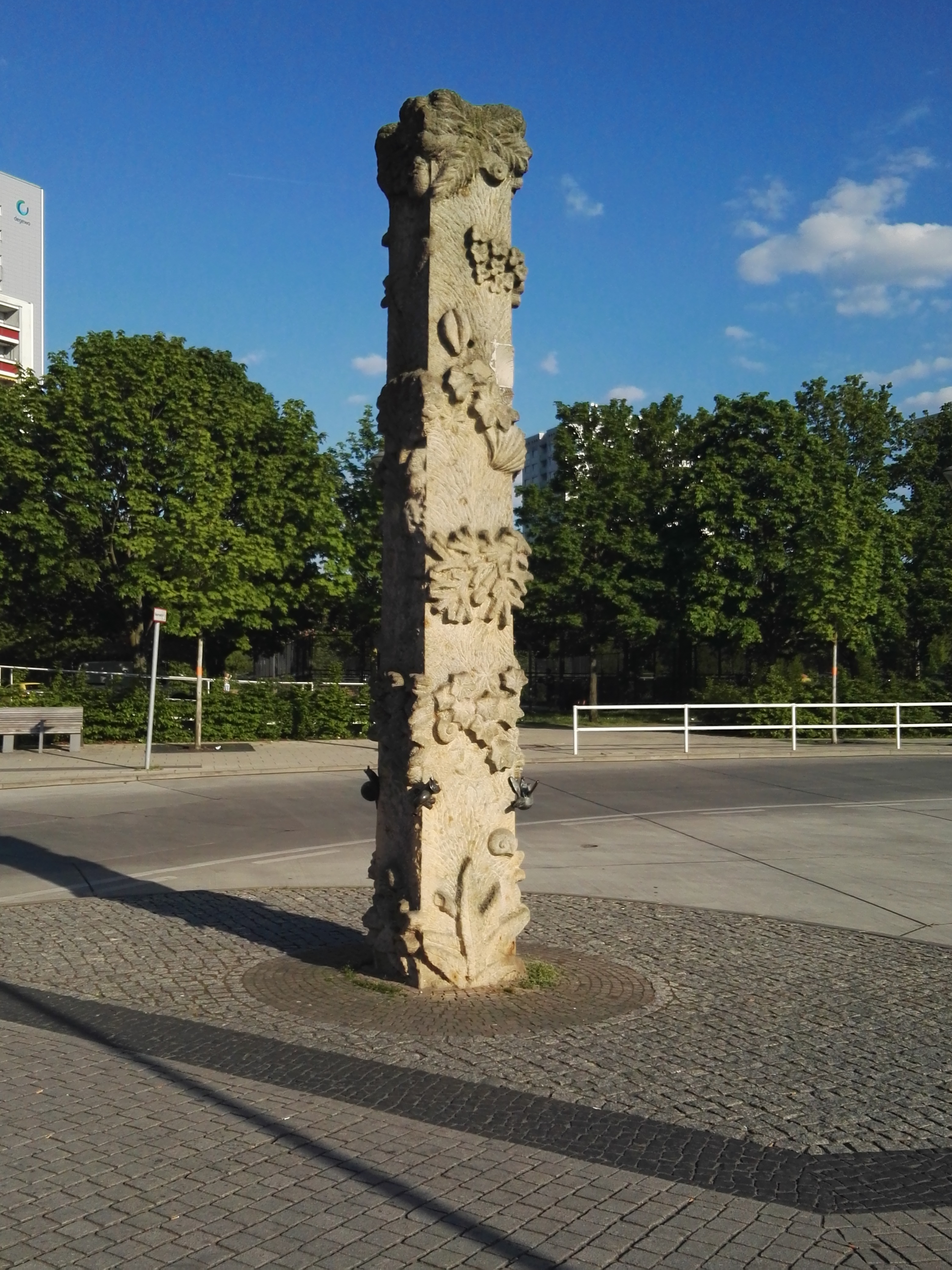
Postschneckenstele auf dem Busbahnhof Marzahn

Die Postschneckenstele (oder Postsäule) ist eine Stele im Ortsteil Marzahn des Berliner Bezirks Marzahn-Hellersdorf.

## Geschichte
Die Postschneckenstele ist im Jahr 1989 vom Bildhauer Nikolaus Bode entworfen worden. Sie stand von 1989 bis 2003 gegenüber dem S-Bahnhof Marzahn, am Marzahner Tor vor dem ehemaligen Hauptpostamt. Das Hauptpostamt und das Warenhaus wurden im Jahr 2003 abgerissen, die Stele wurde für den Bau des neuen Einkaufscenters entfernt. Seit dem Juni 2006 steht sie auf dem Busbahnhof vor dem Einkaufscenter Eastgate. Zwischen 2011 und 2012 wurde die Stele während des Umbaus des Busbahnhofs entfernt und fast am Ende der Bauarbeiten beschädigt aufgestellt.

## Stele
Die Stele ist fünf Meter hoch und besteht aus Elbsandstein. Außerdem sind an den senkrechten Kanten Figuren aus Bronze angebracht, die Brieftaube, zwei Posthörner und eine Schnecke.